# كلية كورك الجامعية
كلية كورك الجامعية - الجامعة الوطنية في أيرلندا، كورك  ( الأيرلندية : Coláiste na hOllscoile Corcaigh ) هي إحدى الجامعات التأسيسية للجامعة الوطنية في أيرلندا ، وتقع في كورك.
تأسست الجامعة في عام 1845 باعتبارها واحدة من ثلاث كليات كوين تقع في بلفاست ، كورك ، وجالواي .  أصبحت كلية جامعة، كورك، بموجب قانون الجامعات الأيرلندية لعام 1908. أعاد قانون الجامعات لعام 1997 تسمية الجامعة كجامعة أيرلندا الوطنية، كورك، وأمر وزاري صدر في عام 1998 أعيدت تسميته الجامعة كجامعة كوليدج كورك - الجامعة الوطنية في أيرلندا، كورك،  الرغم من أنها لا تزال معروفة عالمياً تقريبًا باسم الجامعة الفلين.

## الأكاديميون البارزون

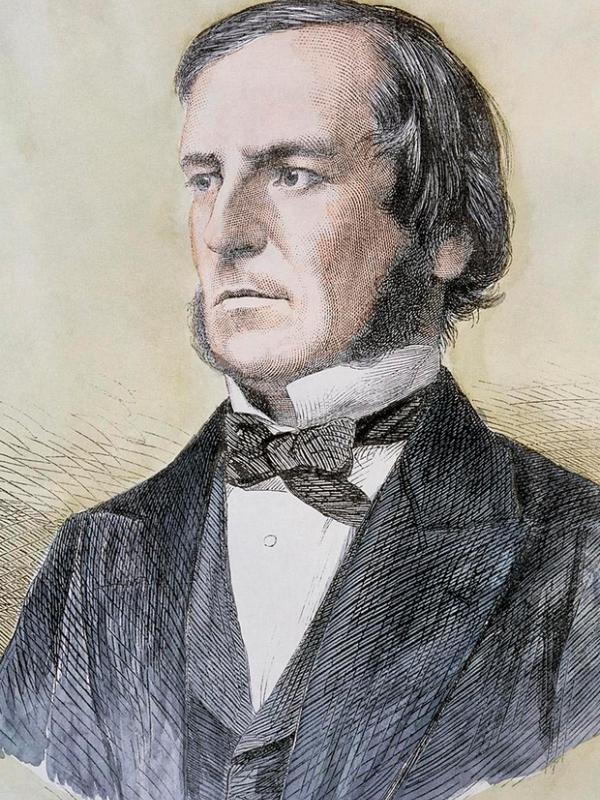
جورج بول ، عالم الرياضيات والفيلسوف

- كان جورج بول أول أستاذ للرياضيات في جامعة كاليفورنيا. طور الجبر المنطقي الذي من شأنه أن يجعل البرمجة الحاسوبية ممكنة في وقت لاحق. [8]
- كانت ماري ريان، أول امرأة في أيرلندا أو بريطانيا العظمى تعمل أستاذاً جامعياً، أستاذة في لغات الرومانسية في جامعة كاليفورنيا
- ألويس فليشمان، ملحن وعالم موسيقى، كان أستاذاً للموسيقى 1934-1980
- ماير هربرت MRIA ، مؤرخ إيرل القرون الوسطى في وقت مبكر

## روابط خارجية
- الموقع الرسمي
- اتحاد الطلبة نسخة محفوظة 20 أبريل 2021 على موقع واي باك مشين.
- مطبعة جامعة كورك
- التقارير السنوية لرئيس كلية كوينز، كورك: 1849-1851 ؛ 1851-1900 ؛ 1901-1909